# Río Bisueña
El río Bisueña es un curso fluvial de Cantabria (España) perteneciente a la cuenca hidrográfica del Saja-Besaya. Tiene una longitud de 6,026 kilómetros, con una pendiente media de 6,0º. Se forma por la confluencia de los arroyos La Valleja y Barranco de los Pozones, siendo a su vez un afluente del Besaya. Paralela a su cauce corre una ruta frecuentada por senderistas.
Sobre su valle, cubierto por un denso y extenso bosque mixto de hayas y robles, transcurre la Autovía de la Meseta mediante el viaducto de Montabliz. Otro puente cruza el río, una obra de estilo isabelino para el ferrocarril.
En su curso atraviesa la localidad de Bárcena de Pie de Concha.